# Culture de Butmir
La culture de Butmir (en bosnien : Butmirska kultura) est une culture néolithique qui doit son nom au site archéologique de Butmir, près d'Ilidža, en Bosnie-Herzégovine. Elle s'est développée entre 5 100 et 4 500 av. J.-C..
Les figures et les décorations des poteries issues de cette culture la rendent spécifique. Les objets découverts sur site sont aujourd'hui abrités au Musée national de Bosnie-Herzégovine, à Sarajevo.

## Histoire
La culture de Butmir a été découverte en 1893, quand les autorités austro-hongroises commencèrent la construction de la Faculté d'agriculture de l'Université de Sarajevo. Pendant les travaux, plusieurs vestiges d'habitations humaines furent mis au jour, datant du Néolithique. Des fouilles furent immédiatement entreprises et elles durèrent jusqu'en 1896.
Les découvertes suscitèrent l'intérêt des archéologues du monde entier et firent peut-être que le Congrès international d'Archéologie et d'Anthropologie fut organisé à Sarajevo en août 1894. Les découvertes les plus impressionnantes consistaient en des céramiques uniques en leur genre, aujourd'hui conservées au Musée national de Bosnie-Herzégovine.
Certaines caractéristiques des dessins sur les poteries, et notamment leur ressemblance avec ceux des poteries minoennes de Kamáres, fit penser à une relation avec les Minoens de Crète. Cette allégation avait cours au temps où certains pensaient que la ville de Troie se trouvait dans la vallée de la rivière Neretva ; aujourd'hui, l'opinion prépondérante est que la culture de Butmir est une culture à part entière qui s'est développée dans la région de Sarajevo[réf. nécessaire].
La culture disparut pendant l'Âge du Bronze, probablement avec l'arrivée des Illyriens qui s'installèrent dans la région à cette époque. La tribu qui habita le secteur après les gens de Butmir fut celle des Daesiates[réf. nécessaire].

## Périodes

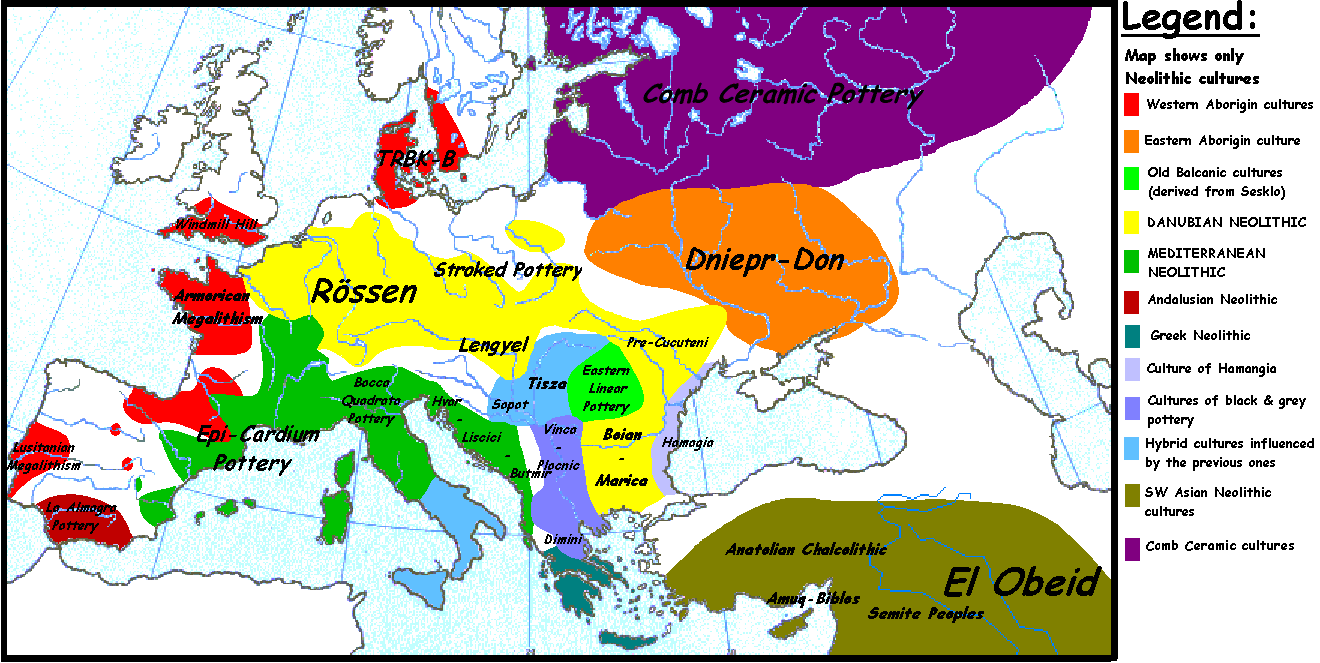
La culture de Butmir et son environnement géographique

La culture de Butmir est divisée en 3 périodes :
- Butmir I (5 100-4 900)
- Butmir II (4 850-4 750)
- Butmir III (4 750-4 500)

## Sites
En plus du site archéologique de Butmir, parmi les sites les plus importants et les plus connus de la culture de Butmir on peut citer, : celui d'Obre (Obre II) près de Čatići dans la vallée de la Trstionica, celui de Brda à Kiseljak, ceux de Nebo et de Mujevina dans la vallée de la Bila près de Travnik, celui de Crkvina à Turbe, celui d'Okolište près de Moštre et celui de Kraljevina près de Novi Šeher.
Le village le plus important d'entre eux est celui d'Okolište, qui remonte à 5 200-4 500 av. J.-C. et qui a compté entre 1 000 et 1 500 habitants. Il a atteint sa plus large extension à ses débuts vers 5 200 et couvrait alors une superficie de 7,5 hectares ; par la suite, il a progressivement décliné, atteignant 1,2 ha vers 4 500. Il était vraisemblablement constitué de maisons construites en parallèle et formant des rangs de 4 à 10 m de long. Le site était également entouré d'une série de fossés avec une seule entrée,.
L'absence de preuve de stratification sociale peut faire penser que le village reposait sur un système égalitaire. La plupart des animaux retrouvés sur le site provenaient de l'élevage, principalement celui des moutons, des chèvres et des porcs. Le gibier servait également de source de nourriture[réf. nécessaire].